# 548
548 (DXLVIII) fue un año bisiesto comenzado en miércoles del calendario juliano, en vigor en aquella fecha.

## Acontecimientos
- El dux y general de origen ostrogodo Teudiselo asciende al trono de la Hispania visigoda, sin que se conozca el procedimiento.

## Fallecimientos
- Teodora, emperatriz del Imperio bizantino, esposa y corregente de Justiniano. Ejerció una influencia decisiva en la política imperial.[1]
- Teudis, rey de los visigodos, asesinado.
- Teodeberto, rey merovingio de Austrasia.